# 穆里希德
穆里希德（阿拉伯语：‎），中国的苏菲派中一般称为穆勒什德，阿拉伯语“老师、导师”之意，特別是伊斯兰苏菲派導師。苏菲派强调导师是信徒道路，与他相对的是穆里德（徒弟）。
穆里希德也是苏菲派（塔里卡）的中心人物，一个道堂可有二三个穆里希德，最高级的是哈里发。
中国的门宦中，“穆勒什德”用来称呼门宦的教主、导师，也用“太爷”来称呼。如在虎夫耶和哲合忍耶中，教主均称“穆勒什德”。
1. ↑  马通. . 陕西省文史资料数据库.   [2024-05-27]. （原始内容存档于2024-05-27）.